# North American A-27
El North American A-27 fue una versión de ataque a tierra del North American BC-1, fabricada por la North American Aviation estadounidense, en la década de 1930.

## Desarrollo
Tailandia ordenó 10 aviones de ataque a tierra ligeros con la designación de la compañía NA-69.
Este lote fue requisado por el Cuerpo Aéreo del Ejército de los Estados Unidos (USAAC) en octubre de 1940, para evitar que cayera en manos japonesas, siendo redesignado A-27 según el sistema de designaciones del Cuerpo Aéreo del Ejército estadounidense. Fueron asignados al Nichols Field en Filipinas y empleados como entrenadores. Todos los A-27 fueron destruidos en un mes durante la invasión japonesa de Filipinas en la Segunda Guerra Mundial.   

## Variantes
NA-69
Designación interna de la compañía, 10 construidos.
A-27
Designación dada por el USAAC a los NA-69, después de ser requisados a Tailandia.

## Operadores
Estados Unidos
- Cuerpo Aéreo del Ejército de los Estados Unidos
  - 4th Composite Group, Nichols Field, Luzón, Filipinas
    - 3rd Pursuit Squadron (1941)
    - 17th Pursuit Squadron (1941)
    - 20th Pursuit Squadron (1941)

 Tailandia
- Ordenó 10 unidades, que fueron requisadas por el Cuerpo Aéreo del Ejército de Estados Unidos.

## Especificaciones (A-27)

### Características generales
- Tripulación: Dos
- Longitud: 8,8 m (29 ft)
- Envergadura: 12,8 m (42 ft)
- Altura: 3,7 m (12,2 ft)
- Peso vacío: 1396 kg (3076,8 lb)
- Peso cargado: 2717 kg (5988,3 lb)
- Peso máximo al despegue: 3053 kg (6728,8 lb)
- Planta motriz: 1× motor radial de 9 cilindros refrigerado por aire Wright R-1820.
  - Potencia: 585 kW (807 HP; 796 CV)

### Rendimiento
- Velocidad máxima operativa (Vno): 402 km/h (250 MPH; 217 kt)
- Alcance: 1290 km (697 nmi; 802 mi)
- Techo de vuelo: 8530 m (27 986 ft)

### Armamento
- Ametralladoras: 

  - 2x Browning M1919 de 7,62 mm montadas en el morro
  - 1x Browning M1919 de 7,62 mm sobre afuste flexible en la parte posterior de la cabina
- Bombas: 

  - 4 de 100 libras (45,36 kg) en soportes subalares

## Aeronaves relacionadas

### Desarrollos relacionados
- North American NA-16
- North American P-64
- North American T-6 Texan

### Aeronaves similares
- CAC CA-1 Wirraway

### Secuencias de designación
- Secuencia NA-_ (interna de North American): ← NA-66 - NA-67 - NA-68 - NA-69 - NA-70 - NA-71 - NA-72  →
- Secuencia A-_ (Aviones de Ataque del USAAS/USAAC/USAAF, 1924-1947): ← A-24 - A-25 - A-26 - A-27 - A-28 - A-29 - A-30 →